# Le Livre de Poche
Le Livre de Poche („Das Taschenbuch“) ist eine französische Buchreihe. Die Publikationsserie wurde am 9. Februar 1953 von Henri Filipacchi gestartet und wird vom Hachette-Verlag veröffentlicht.

## Geschichte der Buchreihe
Ein Taschenbuch-Format existierte schon vor der gleichnamigen Buchreihe: 1905 wurde eine Buchreihe unter dem Namen Livre de poche vom Jules Tallandier Verlag ins Leben gerufen. Damit wurde vor allem das Niedrigpreis-Segment für bekannte Romane bedient. Henri Filipacchi überzeugte 1953 seine Verlagskollegen Albin Michel, Calmann-Lévy, Grasset und Gallimard, die Livre de poche Reihe zu starten. Sie sind somit die „Gründungsväter“ der Buchreihe. Am 9. Februar 1953 kamen die ersten Bücher auf den Markt, die große Popularität erlangten. Vor allem unter Studenten waren die Bücher der Reihe begehrt, die bekannte Literatur zu niedrigen Preisen anbot und deren Gestaltung der Titelseiten der Bücher an Kinoplakate erinnerte. 1954 kaufte Hachette die Namensrechte auf für die Buchreihe, die von nun an im Hachette Verlag erschien.
Anfangs kam jede zweite Woche ein neues Buch hinzu, 1955 schon jede Woche. Wurden im Zeitraum 1957/1958 noch 8 Millionen Exemplare verkauft, waren es 1969 schon 28 Millionen.
Schon kurz nach der Gründung des Livre de Poche kamen Konkurrenten hinzu: J’ai lu von Flammarion (1958), Presses Pocket von Presses de la Cité (1972) und Folio von Gallimard (1972). Bis heute bleibt Le Livre de poche jedoch mit über einer Milliarde verkaufter Bücher (18 Millionen im Jahr 2002) die meistverkaufte französische Bücherreihe.
Das meistverkaufte Buch der Reihe ist Le Grand Meaulnes von Alain-Fournier, gefolgt von Vipère au poing von Hervé Bazin (jeweils über 4 Millionen verkaufte Exemplare). Der meistverkaufte Autor ist Agatha Christie (über 40 Millionen), gefolgt von Émile Zola (22 Millionen).